# Уршля Гора
Уршля Гора (словен. Uršlja Gora) — поселення в общині Равне-на-Корошкем, Регіон Корошка, Словенія. Висота над рівнем моря: 949,5 м. Місцева церква, від якої селище і гора отримали свою назву, присвячена святій Урсулі, але знаходиться під вершиною пагорба в сусідньому селищі Язбина.